# (64291) Anglee
(64291) Anglee ist ein Asteroid des mittleren Hauptgürtels, der am 23. Oktober 2001 vom kanadischen Astronomen Hongkonger Herkunft William Kwong Yu Yeung am Desert Eagle Observatory in der Nähe von Benson, Arizona (IAU-Code 333) entdeckt wurde. Unbestätigte Sichtungen des Asteroiden hatte es schon im Juni 1999 (1999 LR30) an der auf dem Kitt Peak gelegenen Außenstation des Steward Observatory gegeben.
(64291) Anglee wurde am 7. Juni 2009 nach dem US-amerikanischen-taiwanischen Filmregisseur Ang Lee benannt.